# Ettore Perazzoli
Ettore Perazzoli (15. června 1974, Milán, Itálie – 10. prosince 2003) byl italský programátor svobodného softwaru.
Studoval inženýrství milánské polytechnice. Napsal portaci x64, emulátor Commodore 64 z Unixu na MS-DOS. Tento multiplatformní emulátor byl přejmenován na VICE. Perazzoli se o VICE staral mnoho let a začal s portací na Microsoft Windows.
Poté začal přispívat do GNOME. Pomohl také napsat GtkHTML, Nautilus a Evolution. Blízký přítel Nata Friedmana a Miguela de Icazi byl také pozván k práci ve společnosti Ximian, kterou založili. V roce 2001 přijal jejich nabídku a přestěhoval se do Bostonu v USA.
V Ximianu vedl úsilí vytvořit Evolution a zůstal projektovým manažerem, dokud nezemřel.
Začal psát aplikaci pro práci s digitálními fotoalby, v C#. 8. listopadu 2003 vydal (na GNOME CVS serveru) aplikaci F-Spot.
Dne 21. prosinec 2003 GnomeDesktop.org oznámili jeho smrt bez udání podrobností. Ačkoliv kolovalo mnoho pověstí, žádná nebyla potvrzena.